# Финнделл, Хампус
Хампус Финделл (швед. Hampus Finndell; 6 июня 2000, Вестерос, Швеция) — шведский футболист, полузащитник клуба «Викинг».

## Клубная карьера
Финделл — воспитанник клубов «Франке» и «Броммапойкарна». В 2016 году он перешёл в нидерландский «Гронинген», но уже в 2018 году вернулся на родину, подписав свой первый контракт с «Юргорденом». 12 марта в поединке Кубка Швеции против «Хеккена» Хампус дебютировал за основной состав. В том же году Финделл помог клубу завоевать трофей. 15 мая 2019 года в матче против «Фалькенберга» он дебютировал в Аллсвенскан лиге. В том же году Финделл стал чемпионом страны.
Летом 2024 года подписал четырехлетний контракт с норвежским клубом «Викинг».

## Достижения
Командные
«Юргорден»
- Победитель чемпионата Швеции — 2019
- Обладатель Кубка Швеции — 2017/18